# La furia dei titani
La furia dei titani (Wrath of the Titans) è un film del 2012 diretto da Jonathan Liebesman, sequel di Scontro tra titani del 2010.

## Trama
Il film inizia con Zeus che spiega che, a séguito delle gesta di suo figlio Perseo, gli uomini hanno smesso di pregare gli dèi e che, con la graduale perdita dei loro poteri, ogni loro atto compiuto nei millenni precedenti sta andando incontro a un lento ed inesorabile disfacimento. Ecco ciò che sta accadendo alle mura del Tartaro, la prigione in cui sono rinchiusi i titani e altri mostri mitologici.
Dieci anni dopo la sconfitta del mostruoso Kraken, Perseo tenta di vivere una vita più tranquilla in un villaggio di pescatori, crescendo da solo il figlio di dieci anni, Elios, avuto con l'amata Io, che tempo prima è morta. Una sera però Zeus si reca dal figlio e lo informa che, a causa della cessazione delle preghiere degli uomini a favore degli dèi, il potere di questi ultimi sta vacillando e che ciò comporta la distruzione delle loro opere, compreso il Tartaro. Per questa ragione Zeus chiede a Perseo il suo aiuto: il re degli dèi deve infatti recarsi in tale luogo per incontrare Ade insieme a Poseidone e Ares e, pur essendo accompagnato dal dio del mare e dal dio della guerra, desidererebbe ricevere anche il supporto del semidio: quest'ultimo però rifiuta e Zeus è costretto a recarsi nel Tartaro da solo, dando però comunque al figlio mortale, per mezzo di un sogno, un assaggio di ciò che li aspetta una volta che la prigione sarà distrutta.
Nel Tartaro il padre degli dèi incontra Poseidone e Ares e poco dopo i tre raggiungono Ade, il quale però, anziché accettare di collaborare, attacca i fratelli i quali vengono attaccati a tradimento dal dio della guerra, che si accanisce sul padre stordendolo, mentre Poseidone, gravemente ferito, viene costretto alla fuga. Fatto prigioniero Zeus, Ade libera alcune chimere sulla Terra, e una di esse attacca il villaggio di Perseo, il quale, dopo averla sconfitta, si reca con Elios al tempio degli dèi per comunicare col padre. Qui trova invece lo zio Poseidone che gli comunica la situazione e gli chiede di liberare Zeus con l'aiuto di suo figlio, il semidio Agenore, che lo avrebbe dovuto condurre dal "dio caduto". Dopodiché il dio muore davanti al nipote consegnandogli il proprio tridente.
Perseo si reca dunque ad Argo, dove trova Agenore prigioniero di Andromeda, ora regina, a causa di un tentativo di furto e, dopo una breve contrattazione, il semidio convince il cugino a guidarlo dal "dio caduto", consegnandogli il tridente di suo padre. Il "dio caduto" si rivela essere nient'altro che il fratellastro di Perseo e dio del fuoco Efesto, il quale vive su un'isola che solo Agenore può raggiungere. Andromeda organizza quindi una spedizione, e il gruppo di guerrieri giunge sull'isola. Qui il gruppo viene attaccato da due ciclopi, fratellastri di Agenore, ma il terzo e più saggio di loro ferma lo scontro appena in tempo, poiché riconosce il tridente. Viaggiando coi ciclopi, il gruppo riesce a raggiungere il dio. Quest'ultimo li informa che Crono è in procinto di ridestarsi e che l'unica arma in grado di fermarlo è la "lancia della triade", formata dalla fusione della saetta di Zeus, del tridente di Poseidone e del forcone di Ade, dopodiché li guida verso un passaggio attraverso il quale avrebbero potuto raggiungere il Tartaro. Giunti alla porta però, nonostante i ripetuti ammonimenti di Perseo, Korrina, la leale servitrice di Andromeda, rivolge preghiere ad Ares, il quale giunge immediatamente sul luogo compiendo un massacro ai quali sopravvivono solo Perseo, Andromeda e Agenore. Questi ultimi, accorgendosi che Ares non può essere fermato, scappano all'interno dell'entrata del labirinto di cui Efesto aveva parlato, dopodiché Ares uccide il "dio caduto", suo fratello Efesto, rimasto indietro apposta per rallentarlo e avvantaggiare il trio.
Entrati nel labirinto, comincia una dura sfida perché a ogni passo sbagliato la strada si modificherà. Perseo è inoltre tormentato da allucinazioni in cui vede il figlio Elios morire per la furiosa battaglia che sta per arrivare. Ma, mentre è distratto dalle visioni, Perseo viene attaccato dal minotauro che lo carica più volte. Dopo un duro combattimento l'eroe riesce a uccidere il mostro e a trovare la via d'uscita che lo condurrà agli inferi, ricongiungendosi con Agenore e Andromeda che erano stati separati dal semidio. Perseo arriva da Zeus e lo libera, anche grazie all'aiuto di Ade che, pentito per i propri atti, affronta Ares per permettere la fuga del fratello, ormai estremamente debole. Ade infatti ha fatto in modo che Crono assorbisse l'energia vitale del figlio per liberarsi, causando l'invecchiamento di quest'ultimo che, per giunta, viene ferito alla schiena da Ares col forcone del dio dei morti. Ciononostante, il re degli dèi riesce a fuggire insieme ai propri salvatori giungendo nel luogo dove si trova accampato l'esercito di Argo. Qui Perseo, necessitando della saetta di Zeus, ancora tra le mani di Ares, decide di invocare il fratellastro per sfidarlo in battaglia, mentre l'esercito di Argo si prepara ad affrontare i demoni del Tartaro guidati da Crono. Questi seminano distruzione e morte fra i greci, finché non vengono infine fermati dall'intervento congiunto di Ade e Zeus, quest'ultimo ripresosi grazie al fratello, che ha fatto ricorso per un'ultima volta alla sua capacità di scacciare l'ombra della morte su un essere in fin di vita. Nel mentre, Perseo riesce a uccidere il fratello Ares e, impossessatosi della saetta, forma la lancia della triade e attacca il nonno Crono, uccidendolo anche grazie all'aiuto dei due dèi, aiuto che ha però un duro prezzo: durante la lotta, Zeus è rimasto gravemente ferito e, dopo essersi congratulato col figlio, muore. Ade è così l'ultimo dio rimasto, ma ha ormai perso tutti i propri poteri, rimanendo poco più di un uomo. Il film si conclude con Perseo che consegna al figlio la propria spada, ricordandogli che egli è figlio di Perseo e nipote di Zeus e che non possono più tornare a casa e alla vita di un tempo.

## Produzione
Già nel marzo del 2010 si è iniziato a parlare di un sequel, ancora prima dell'uscita nelle sale di Scontro tra titani. Ad aprile 2010 è stato comunicato che il regista Louis Leterrier non avrebbe diretto il sequel, ma che sarebbe stato produttore esecutivo della pellicola.
Lo sceneggiatore Greg Berlanti ha iniziato a scrivere una storia, ma nel giugno 2010, la Warner Bros. ha assunto David Leslie Johnson e Dan Mazeau per scrivere la sceneggiatura. Inoltre viene comunicato che il film sarà girato direttamente in 3D, e non successivamente convertito. Nel mese di agosto 2010, il The Hollywood Reporter annuncia che Jonathan Liebesman ha firmato un accordo per dirigere il sequel.
Nel settembre del 2010, Liebesman ha confermato la presenza di Sam Worthington, Ralph Fiennes e Liam Neeson anche nel sequel. Al cast si aggiungono Bill Nighy nel ruolo di Efesto, Toby Kebbell, nel ruolo di Agenore, e Édgar Ramírez nei panni del Dio della guerra Ares, precedentemente interpretato da Tamer Hassan.
Per il ruolo di Andromeda, interpretata da Alexa Davalos in Scontro tra titani, si è fatto il nome di varie attrici, tra cui Hayley Atwell, Janet Montgomery, Dominique McElligott e Clémence Poésy. Infine la parte è stata assegnata a Rosamund Pike.
Le riprese sono iniziate il 23 marzo 2011, negli studi di fuori Londra. Successivamente le riprese hanno avuto luogo a Surrey, Inghilterra, e nelle Isole Canarie, più precisamente sulle isole di Tenerife e La Gomera.
Anche in questo film, come per Scontro tra titani, compare per un breve cameo la civetta meccanica Bubo, presente nel film originale del 1981 Scontro di titani. Come in God of War II, Pegaso, se colpito, volteggia verso il basso per poi rialzarsi in volo.

## Promozione
Dopo l'uscita del trailer originale il 19 dicembre 2011, il primo trailer italiano è stato diffuso il 27 gennaio 2012.

## Distribuzione
Il film è stato distribuito negli Stati Uniti, Regno Unito e Italia il 30 marzo 2012.

## Accoglienza

### Incassi
La furia dei titani ha incassato 83670083 $ nel Nord America e 221600000 $ nel resto del mondo, di cui 5447003 $ in Italia, per un totale complessivo di 305270083 $, a fronte di un budget di 150 milioni.

### Critica
Il film ha ricevuto generalmente recensioni negative da parte dei critici cinematografici. Liam Neeson ha ricevuto una nomination ai Razzie Awards 2012 come Peggior attore non protagonista.

## Sequel
Nel novembre 2011, Warner Bros. Pictures assunse Dan Mazeau e David Leslie Johnson per scrivere la sceneggiatura di un possibile terzo capitolo, Revenge of the Titans. Mazeau e Johnson sono anche gli sceneggiatori de La furia dei titani, che a novembre 2011 era ancora in post-produzione. Nella primavera 2013, Sam Worthington dice in un'intervista che è improbabile che un terzo capitolo venga mai realizzato.